# 泥朵镇
泥朵乡，是中华人民共和国四川省甘孜藏族自治州色达县下辖的一个乡镇级行政单位。

## 行政区划
泥朵乡下辖以下地区：
格则村、棒须村、拉加村、方仓村、恰家村、查哈尔呷玛村、上若撒村、中若撒村、下若撒村、东然一村、东然二村、克果一村和克果二村。